# Qingtang, Jiangxi
Qingtang är en köpinghuvudort i Kina. Den ligger i provinsen Jiangxi, i den sydöstra delen av landet, omkring 250 kilometer söder om provinshuvudstaden Nanchang. Antalet invånare är 34 354. Befolkningen består av 16 754 kvinnor och 17 600 män. Barn under 15 år utgör 26,0 %, vuxna 15-64 år 66 %, och äldre över 65 år 7,0 %.
Runt Qingtang är det ganska tätbefolkat, med 166 invånare per kvadratkilometer. Närmaste större samhälle är Laicun, 11,3 km söder om Qingtang. I omgivningarna runt Qingtang växer huvudsakligen savannskog.
Genomsnittlig årsnederbörd är 2 051 millimeter. Den regnigaste månaden är maj, med i genomsnitt 345 mm nederbörd, och den torraste är oktober, med 23 mm nederbörd.